# نادي هاليفاكس تاون
نادي هاليفاكس تاون هو نادي كرة قدم بريطاني أٌسس عام 1911. يلعب النادي في دوري كرة القدم الدرجة الثالثة ‏.